# Вулвіч-Арсенал (станція)
51°29′24″ пн. ш. 0°04′08″ сх. д. / 51.49° пн. ш. 0.069° сх. д.
Вулвіч-Арсенал (англ. Woolwich Arsenal) — станція National Rail (Thameslink та Southeastern) та Docklands Light Railway (DLR) у центрі Вулвіча, боро Гринвіч, Велика Британія. 
4-а тарифна зона, за 15.1 км від Чарінг-кросс.
Пасажирообіг на 2019: 4.387 млн. осіб

## Історія
- 1 листопада 1849:	відкриття станції у складі South Eastern Railway.
- 12 січня 2009: відкриття трафіку DLR

## Пересадки
- станція Вулвіч Elizabeth line
- автобуси: 51, 53, 54, 96, 99, 122, 161, 177, 178, 180, 244, 291, 301, 380, 386, 422, 469, 472, шкільний автобус 658 та нічні автобуси N1, N53

## Послуги
| Попередня станція | Лінія | Лінія                        | Лінія | Наступна станція |
| ----------------- | ----- | ---------------------------- | ----- | ---------------- |
| Вулвіч-Док'ярд    |       | Southeastern North Kent Line |       | Пламстед         |
| Чарльтон          |       | Thameslink North Kent Line   |       | Пламстед         |
| Кінг Джордж V     |       | Доклендське легке метро      |       | Кінцева          |